# Quelle (warenhuis)

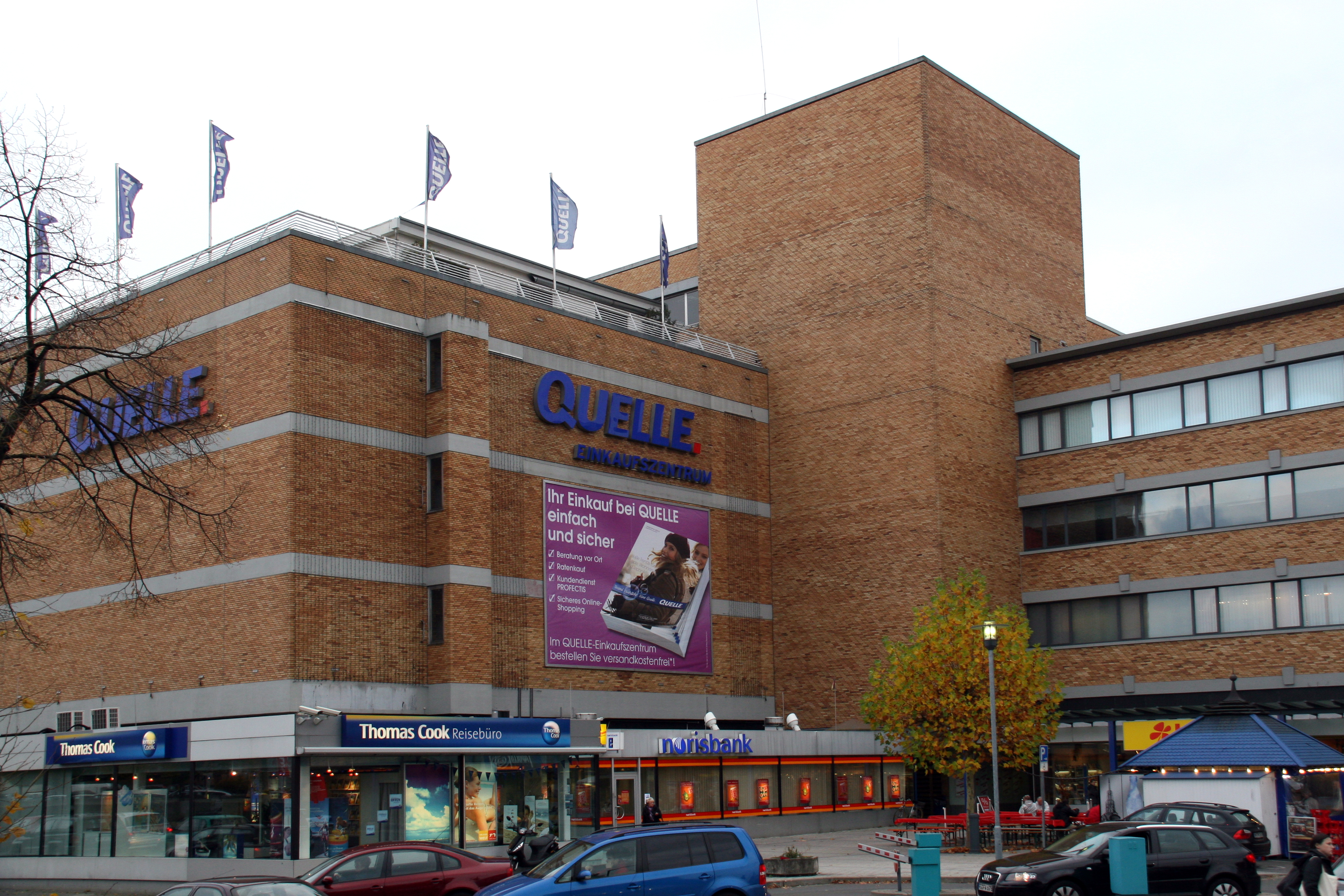
Quelle aan de Fürther Strasse in Neurenberg (2009)

Quelle was tot in de jaren 1980 een van de vijf grote Duitse warenhuisketens. Een deel van de huizen werd vanaf begin jaren negentig voortgezet door Hertie Waren- und Kaufhaus GmbH. Daarnaast werden in ongeveer 120 steden techniekwinkels (“Quelle-Technorama”) geopend, die later ook delen van gesloten warenhuizen overnamen. In de warenhuizen en techniekwinkels kon het volledige assortiment uit de postordercatalogi van Quelles postorderbedrijf worden besteld en konden de goederen vervolgens zonder verzendkosten worden opgehaald. Er waren speciale winkels (“Quelle-Fundgrube”) voor de verkoop van defecte en/of geruilde goederen uit het postorderbedrijf.

## Geschiedenis
In 1945 opende Gustav Schickedanz zijn eerste agentschappen, parallel aan de snelgroeiende postorderhandel. Het doel van de verkooppunten was om potentiële klanten de mogelijkheid te bieden de catalogusartikelen persoonlijk te zien of te proberen en, als ze ze leuk vonden, ze direct ter plaatse te bestellen. Met de uitbreiding van het assortiment, vooral met zogenaamde witgoed (koelkasten, wasmachines etc.), werden de vroegere agentschappen als pure orderaannamepunten vervangen door de nieuwe verkooppunten.
Kort na het einde van de oorlog in 1945 opende Schickedanz het eerste warenhuis met de nadruk op textiel op in Hersbruck bij Fürth. Vier jaar later opende Quelle het volgende warenhuis in Fürth aan de Fürther Freiheit. Dit was het tweede warenhuis van wat op het hoogtepunt 29 filialen waren. De warenhuizen hadden verschillende functies, in tegenstelling tot de eenvoudige verkooppunten die meer als aanvulling op het verkoopkanaal dienden. Vanaf het begin werden de warenhuizen ontworpen als tegenhanger van het postorderbedrijf, om onder meer het bestaande marktpotentieel te benutten.
Uit de eerste klantenenquêtes aan het begin van de jaren vijftig bleek dat, vooral in de grote steden, de meeste respondenten Quelle als postorderbedrijf goed kenden, maar dat aankopen uit een catalogus bij sommige groepen kopers een zekere mate van scepsis teweegbrachten. Daarom werd besloten om warenhuizen te introduceren om nog meer klantenloyaliteit te genereren en tegelijkertijd de mogelijkheden voor recycling van de goederen binnen het bedrijf te benutten.
- Op het gebied van textiel werd vaak de resterende voorraad verkocht, maar de hoeveelheid resterende voorraad was vaak niet voldoende om daar op grote schaal schriftelijk reclame voor te maken. Deze resterende voorraad werd dus vaak tegen gereduceerde prijzen aan de warenhuizen gegeven voor verkoop en diende tegelijkertijd als een trekker  voor andere producten in het warenhuis.
- De warenhuizen dienden om de wensen en eisen van de klant in kaart te brengen, zodat het assortiment altijd enigszins kon worden uitgebreid of aangepast – ook of vooral voor de postorderbranche.

De uitbreiding van de warenhuizen van Quelle vond voornamelijk plaats tussen 1960 en 1970. In heel Duitsland werden twintig warenhuizen gebouwd die onderlinge ondersteuning tussen de twee verkoopkanalen mogelijk maakten: postorderhandel en stationaire detailhandel. Met de opening van de warenhuizen werden ook vestigingen van de andere dochterondernemingen en diensten geopend in de warenhuizen.
- Restaurants en cafés (Quelle-Quick-Restaurants)
- Advies- en boekingsloket “Reise-Quelle”, in samenwerking met TUI
- Noris Bank-filialen of kredietkantoren
- Speciale afdeling voor "Foto Quelle"
- Prefab woningadvies
- Thuisbezorgservice
- Wijziging op maat
- Skiwerkplaats
- Slotenmakerservice, express-schoenenbar, snelle reiniging, loterijverkoop
- Levensmiddelen (in sommige filialen)

Naast het uitgebreide assortiment beschikte ieder warenhuis Quelle doorgaans ook over een grote parkeergarage direct naast het pand.
Jarenlang kon het bedrijf alleen al uit de warenhuizen ongeveer 1/3 van zijn omzet in de stationaire detailhandel halen. Maar halverwege de jaren tachtig stond de Quelle Group al in de rode cijfers en reageerde met landelijke sluitingen. In 1994 bestonden alleen nog de hoofdwinkel in Hersbruck en het warenhuis in het naburige Neurenberg aan de Fürther Straße.

## Voormalige filialen
Locaties van de warenhuizen waren onder meer:
- Ansbach, Maximilianstrasse,
- Augsburg, Gögginger Straße,
- Berlijn, Karl-Marx-Straße,
- Berlijn, Tauentzienstrasse[1],
- Berlijn, Wilmersdorfer Straße,
- Bielefeld, Bahnhofstrasse,
- Bochum (Ruhrpark-winkelcentrum),
- Darmstadt, Ludwigsplatz,
- Duisburg, Münzstrasse (geopend 29 oktober 1964[2]),
- Erlangen, Neuer Markt,
- Essen, Limbecker Platz,
- Fürth, Fürther Freiheit
- Hagen, Elberfelder Straße,
- Hamburg, Elbe winkelcentrum,
- Hannover, Osterstraße (geopend in 1970)
- Hersbruck, Unterer Markt
- Hürth-Hermühlheim
- Kempten, Am Freudenberg
- Koblenz, Zentralplatz (geopend in 1962, gerenoveerd in 1968)
- Kulmbach, Fürther Strasse,
- Mainz, Am Brand (geopend in 1963, gerenoveerd in 1974)
- Minden, Obermarktpassage
- Mönchengladbach, Hindenburgstrasse
- Neuss, Niederstrasse,
- Neurenberg, Bronmarkt (geopend in 1960, gerenoveerd in 1967 en 1984)
- Neurenberg, Allersberger Strasse en
- Regensburg, Donau winkelcentrum.